# Nixtamal
Nixtamal är en majsdeg som bland annat används för tillverkning av tamales och tortilla. Namnet kommer från nahuatl där nextli är pottaska och tamalli är kokt majsgröt eller deg.

## Modern tillverkning
Den moderna tillverkningen sker genom att torkad majs kokas i en blandning av tre delar vatten och en del kalciumhydroxid. Något mer kalk används utifall majskornen är hårda och därefter mals massan till en formbar deg. Processen medför att en del vitaminer försvinner, men istället att aminosyror och mineraler blir mer lättillgängliga samt att halten niacin ökar. Majsmjöl som är tillverkat genom nixtamalsering heter masa harina.

## Nixtamalsering
Nixtamalsering, som processen kallas, var central i aztekisk mat och är fortfarande en viktig del för att näringsupptaget ska bli balanserat för en stor del av befolkningen i Mexiko och Centralamerika. För att tillreda den mexikanska soppan pozole, används samma process utan att mala majskornen. Liknande processer användes även av de majsätande ursprungsbefolkningarna i Nordamerika. För alla dessa gällde att nixtamalsering motverkar uppkomsten av pellagra, vilken förorsakas av brist på vitamin B3 (niacin).